# قراديات الشكل
قراديات الشكل (الاسم العلمي: Acariformes) هي فوق رتبة من الحيوانات تتبع تحت طائفة القراديات من طائفة العنكبوتيات.

## رتب
- قارميات الشكل
  - الحمكيات
- خطميات الشكل
  - الخطمينات